# リオデジャネイロ大聖堂
リオデジャネイロ大聖堂（リオデジャネイロだいせいどう、ポルトガル語: Catedral Metropolitana do Rio de Janeiro）は、ブラジルのリオデジャネイロにあるカトリックの大聖堂。リオデジャネイロの大司教座である。

## 歴史
手狭だったリオデジャネイロ旧大聖堂の代替として1979年に建設された。円錐形のモダニズム建築だが、マヤ文明のピラミッドがモデルとなっている。内部は直径100mの無柱空間となっており、5,000人を収容できる。長さ64mのステンドグラスが4枚設置されている。

## ギャラリー

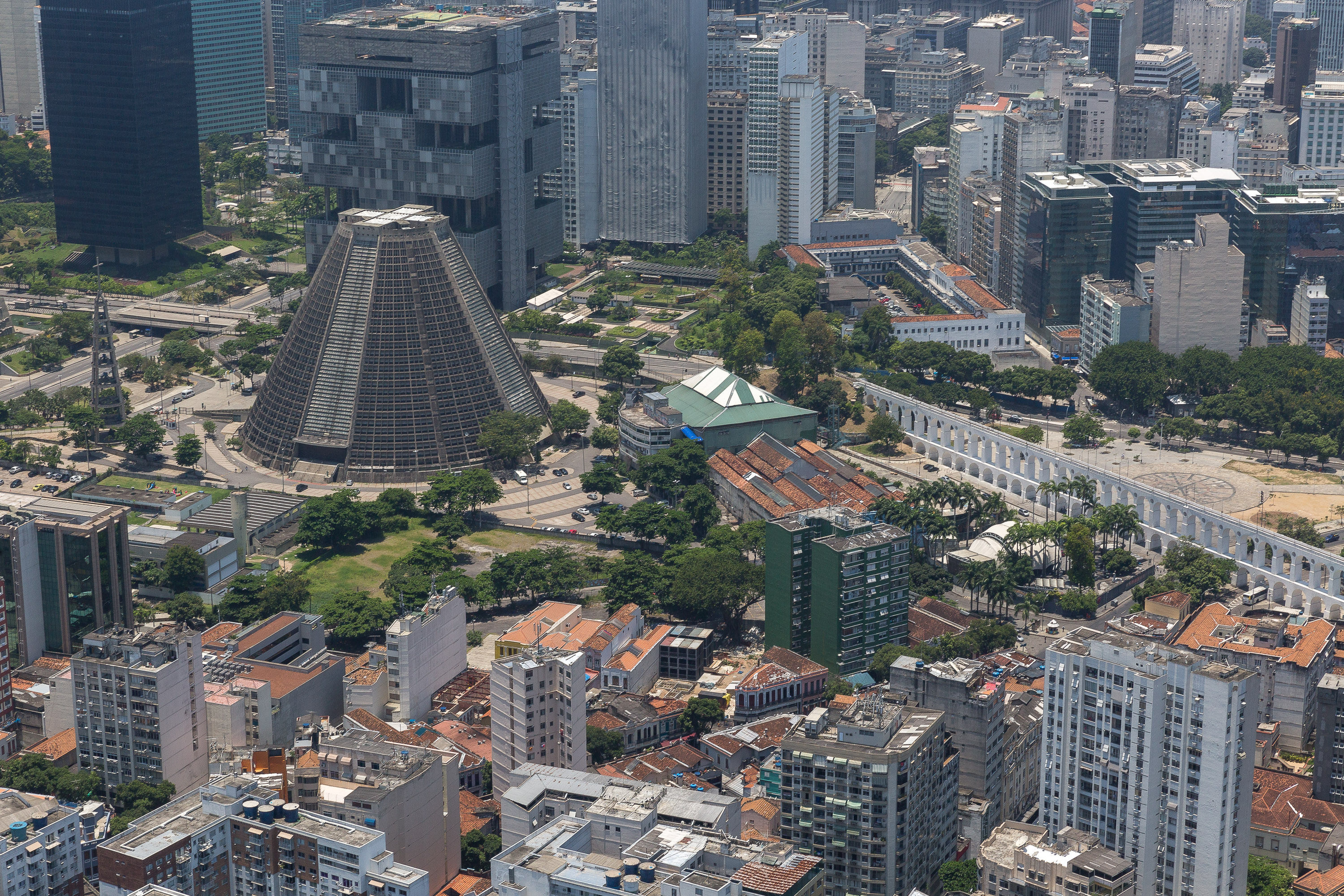
遠景
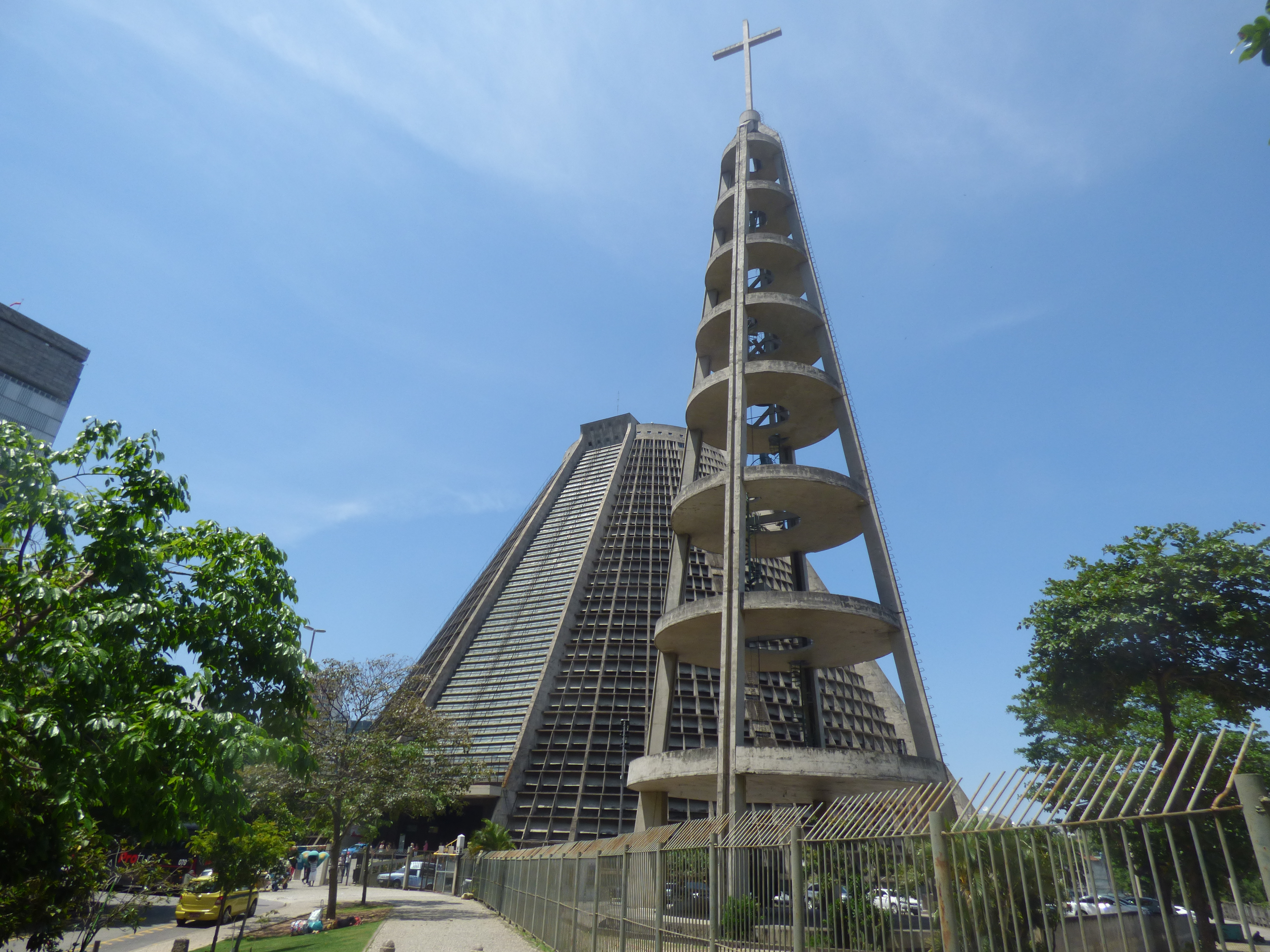
鐘楼
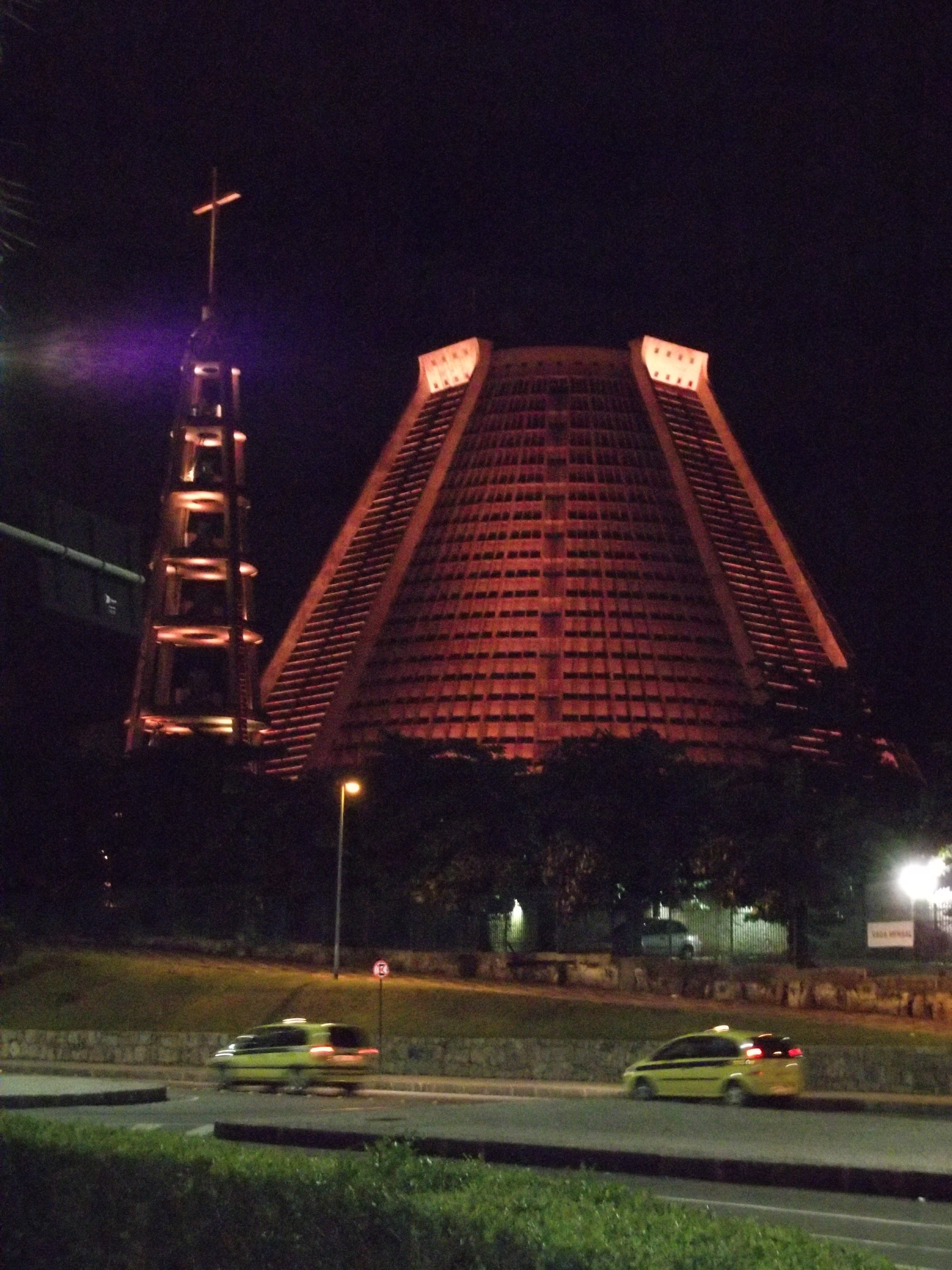
夜景
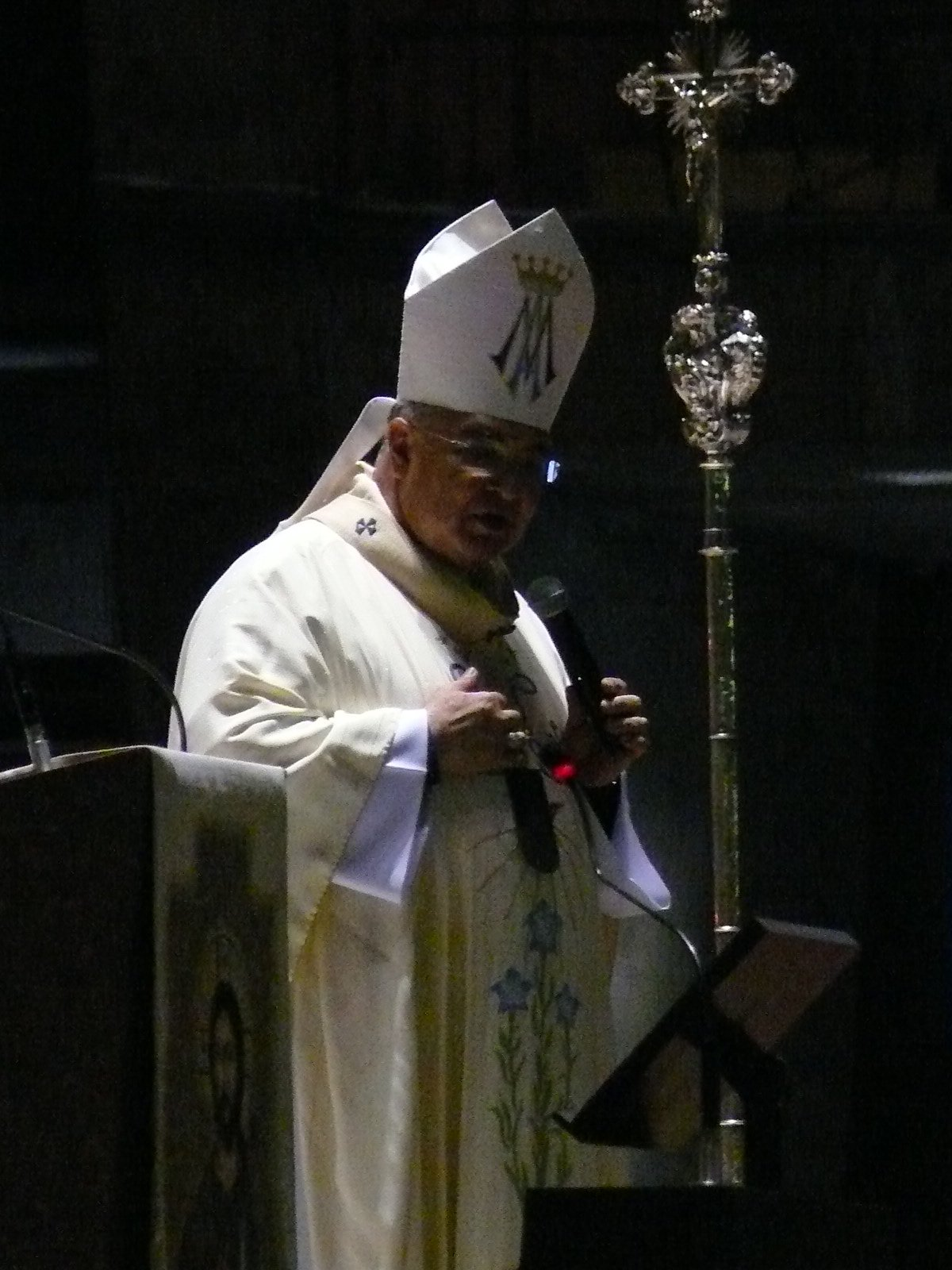
大司教
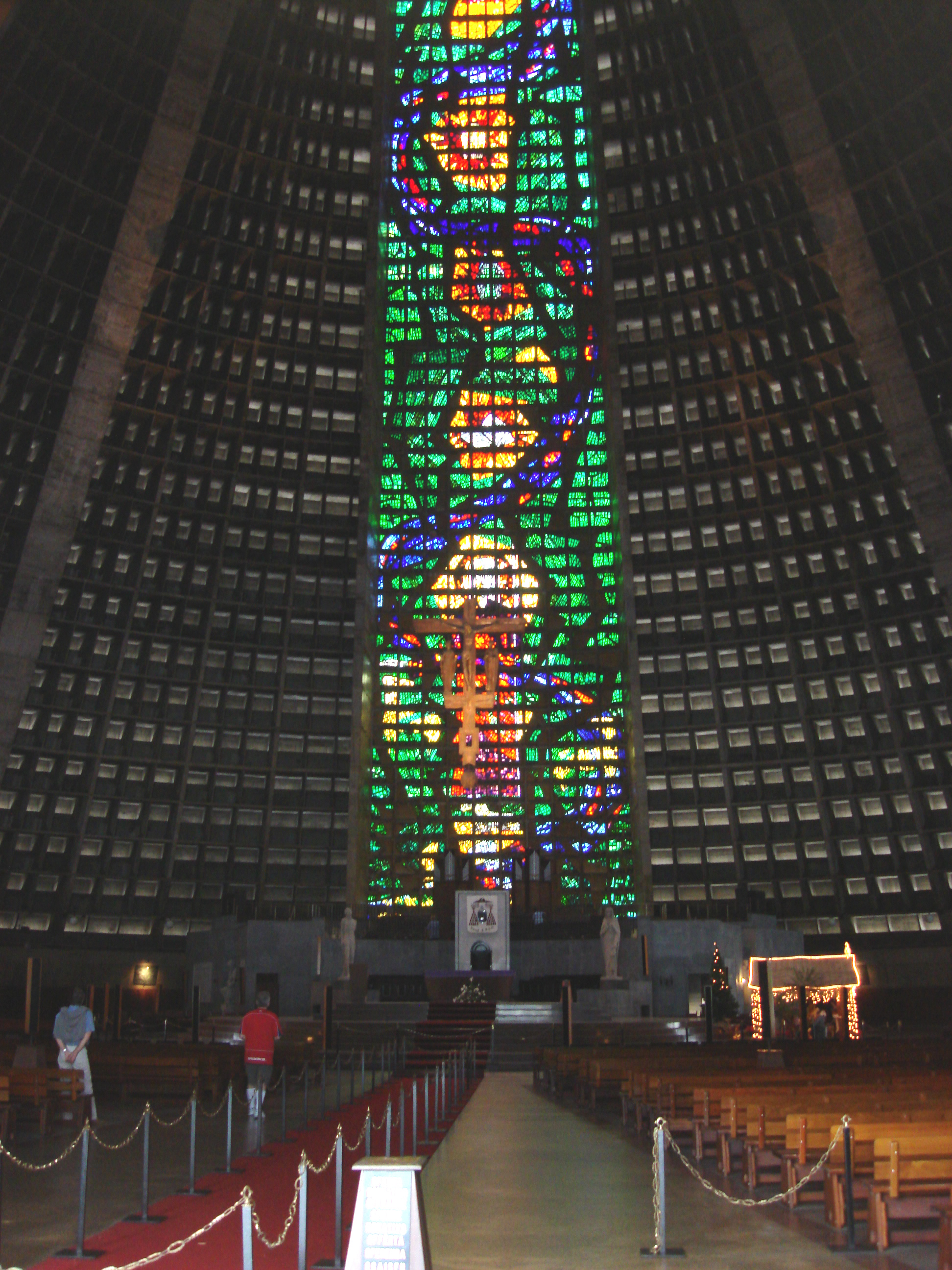
ステンドグラス
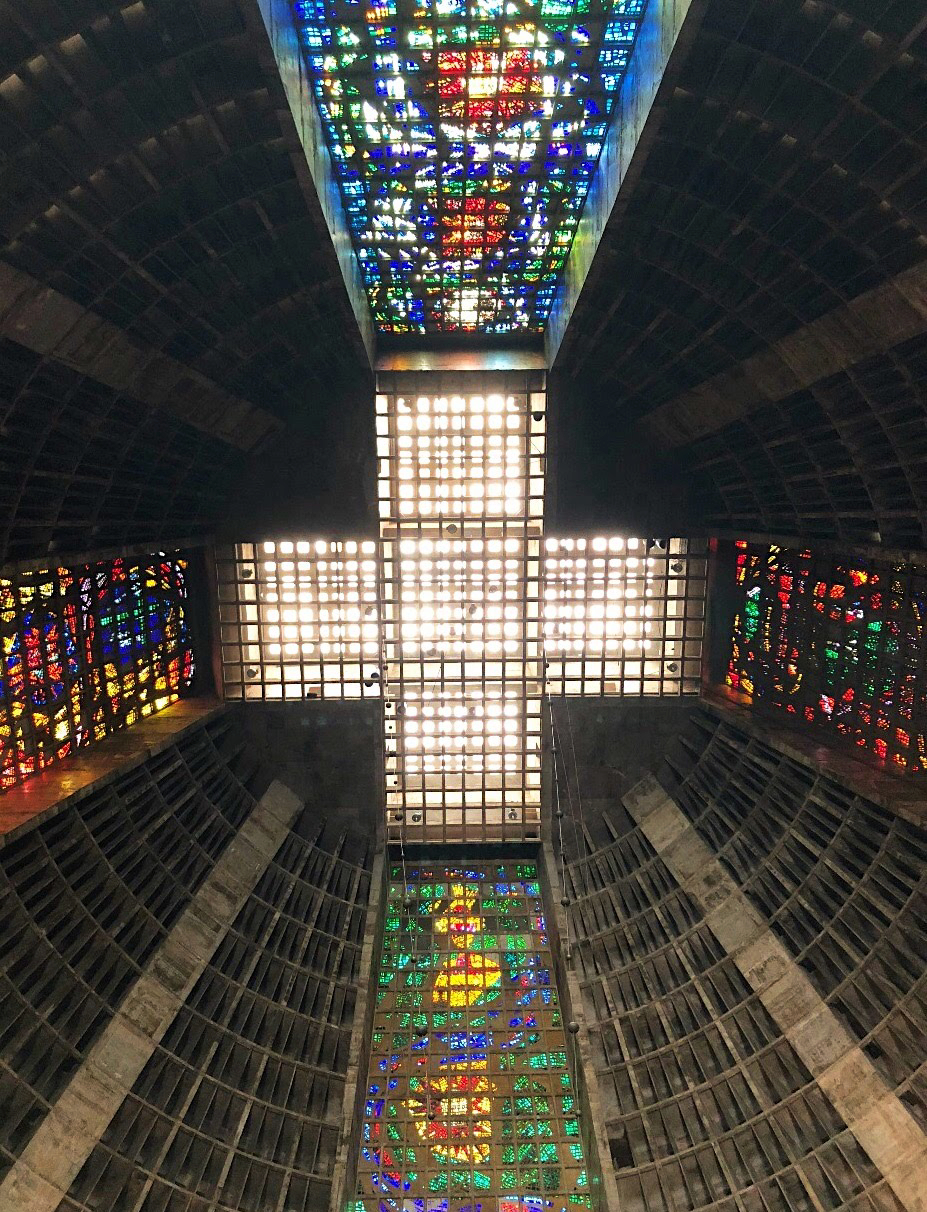
天井